# Елізабет Бейсел
Елізабет Бейсел  (англ. Elizabeth Beisel, 18 серпня 1992) — американська плавчиня, олімпійська медалістка.

## Виступи на Олімпіадах
| Олімпіада   | Дисципліна                      | Місце |
| ----------- | ------------------------------- | ----- |
| Пекін 2008  | плавання на 200 метрів на спині | 5     |
| Пекін 2008  | 400 метрів, комплексне плавання | 4     |
| Лондон 2012 | плавання на 200 метрів на спині | 3     |
| Лондон 2012 | 400 метрів, комплексне плавання | 2     |

## Зовнішні посилання
- Досьє на sport.references.com [Архівовано 2 листопада 2012 у Wayback Machine.]

1. ↑  Fandom — 2004.